# Толботон (Џорџија)
Толботон (Џорџија) (енгл. Talbotton) град је у америчкој савезној држави Џорџија. По попису становништва из 2010. у њему је живело 970 становника.

## Демографија
Према попису становништва из 2010. у граду је живело 970 становника, што је 49 (4,8%) становника мање него 2000. године.
| Група             | 2000.       | 2010.       |
| Белци             | 198 (19,4%) | 145 (14,9%) |
| Афроамериканци    | 793 (77,8%) | 816 (84,1%) |
| Азијати           | 14 (1,4%)   | 0 (0,0%)    |
| Хиспаноамериканци | 17 (1,7%)   | 18 (1,9%)   |
| Укупно            | 1.019       | 970         |